# Janis Amanatidis
Janis Amanatidis (grc. Γιάννης Αμανατίδης, ur. 3 grudnia 1981 w Kozani), grecki piłkarz występujący na pozycji napastnika.

## Kariera klubowa
W wieku 9 lat Amanatidis przybył wraz z rodziną do Niemiec, gdzie rozpoczął swoją karierę piłkarską w Stuttgarter SC, skąd przeniósł się do szkółki piłkarskiej VfB Stuttgart. W latach 2001–2002 występował w SpVgg Greuther Fürth w 2. Bundeslidze, ale nie zdołał z nią awansować do Bundesligi. W 2002 roku zadebiutował w końcu w Bundeslidze w pierwszej drużynie VfB Stuttgart, jednak nie mając miejsca w pierwszym składzie VfB w sezonie 2003/2004 został sprzedany do Eintrachtu Frankfurt, po tym, jak nie mógł znaleźć sobie miejsca w podstawowym składzie. Pomimo zdobycia 6 bramek w tym sezonie, nie uniknął degradacji i transferu do 1. FC Kaiserslautern. Po roku ponownie powrócił do pierwszoligowego zespołu z Frankfurtu, zdobył 12 goli i został najlepszym strzelcem zespołu.

## Kariera reprezentacyjna
Amanatidis zadebiutował w reprezentacji Grecji w listopadzie 2002 w meczu przeciwko Irlandii. Do sierpnia 2006 rozegrał w kadrze 9 meczów. Nie znalazł się w składzie reprezentacji Otto Rehhagela, która zdobyła Mistrzostwo Europy 2004. W sierpniu 2010 postanowił zakończyć karierę reprezentacyjną.